# Srednje Brdo
Srednje Brdo – wieś w Słowenii, w gminie Gorenja vas-Poljane. W 2018 roku liczyła 113 mieszkańców.